# Enkammarsystem
|  | Länder med tvåkammarsystem |

|  | Länder med enkammarsystem |

|  | Länder med enkammarsystem kompletterat med rådgivande råd |

|  | Länder utan lagstiftande församlingar |

Enkammarsystem eller unikameralism är en lagstiftande församling som består av en kammare med ledamöter. Enkammarsystem är den vanligaste typen av lagstiftande församling, och används i cirka tre femtedelar av världens länder. En lagstiftande församling med ledamöter som sammanträder i ett överhus och ett underhus är exempel på ett tvåkammarsystem. En lagstiftande församling som utgör parlament och som tillämpar ett enkammarsystem kan även kallas enkammarparlament.

## Exempel

### Norden

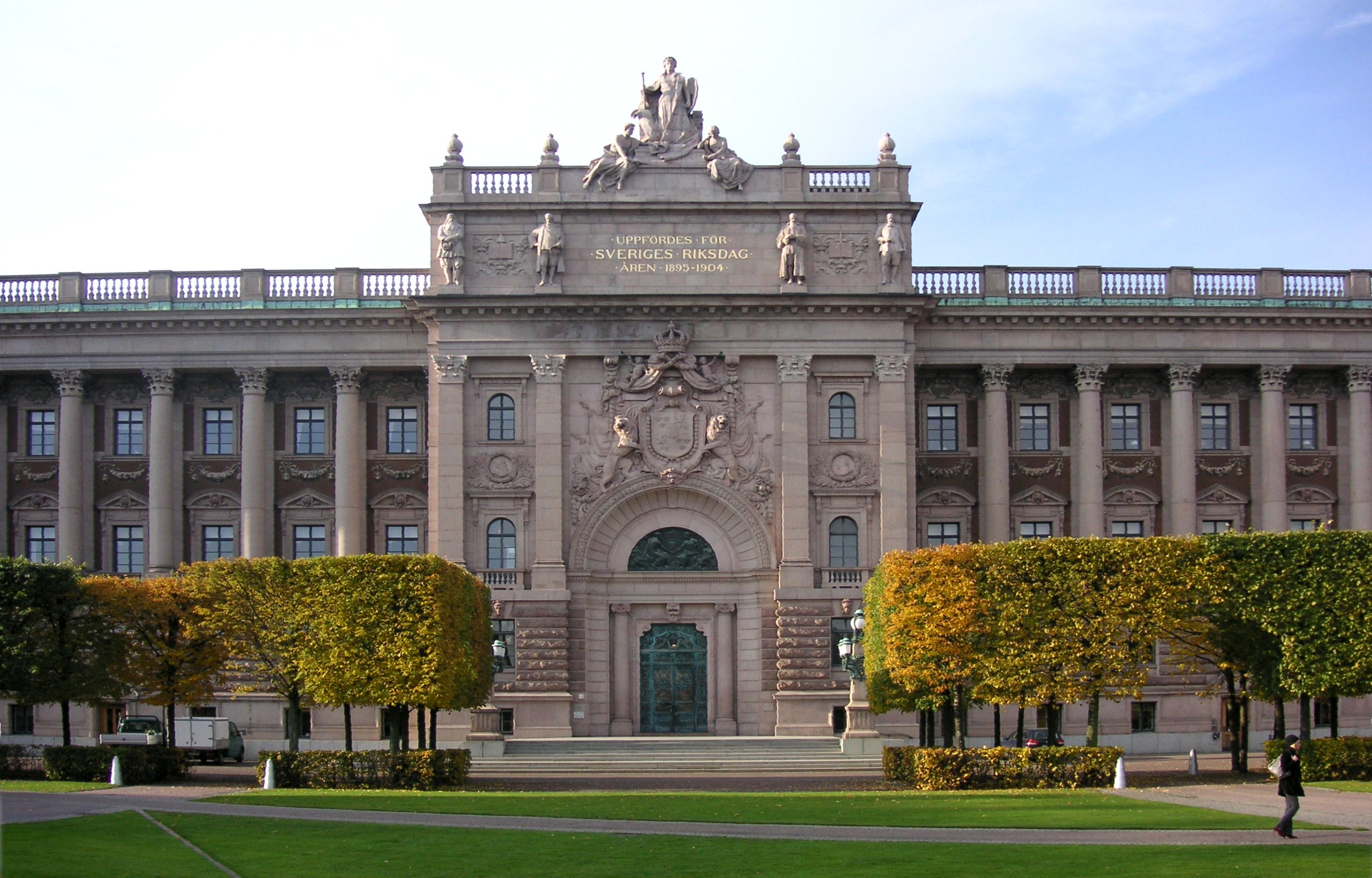
Sveriges riksdag avskaffade tvåkammarsystemet 1971, och är sedan dess ett enkammarparlament.

Danmark reformerade sin Rigsdag 1953 genom att avskaffa Landstinget som var första kammare eller överhus, och den återstående andra kammaren Folketinget är sedan dess ensamt landets lagstiftande församling.
Finland har haft ett enkammarparlament sedan 1906 då ståndslantdagen, med fyra ständer utgörande varsin kammare, genom 1906 års lantdagsordning ersattes av enkammarlantdagen, som sedan 1919 heter Finlands riksdag.
Islands allting är ett enkammarparlament.
Norges Storting avskaffade 2009 den interna uppdelningen i Lagting och Odelsting, och utgör numera ett renodlat enkammarsystem.
Sverige ersatte den första och andra kammaren i den tidigare tvåkammarriksdagen med en enkammarriksdag  genom en ändring av Riksdagsordningen 1971. Tvåkammarriksdagen hade gällt sedan Ståndsriksdagens avskaffande och representationsreformens införande 1866.

### Nya Zeeland
Nya Zeelands parlament består sedan 1951 av en kammare.

### Storbritannien
De delvis självstyrande regionparlamenten för Skottland, Nordirland och Wales är enkammarsystem.

### Tyskland
Delstatsparlamenten i Tysklands förbundsländer är enkammarsystem.

### USA
USA:s kongress och 49 av delstatsförsamlingarna är tvåkammarsystem, enbart Nebraskas legislatur är ett enkammarsystem.